# أم الحمام
أم الحمام وتُسمَّى قديماً الرُّفَيعَة هي قرية من قرى محافظة القطيف شرق المملكة العربية السعودية وتبعد 8 كيلومترات جنوب غرب مركز المحافظة.

## التسمية
نظراً لخصوبة وغزارة مياه بلدة أم الحمام الجوفية في السابق، فقد كان الأرز من المحصودات السائدة في المنطقة، وكان يُوضَع بعد جَنْيِه على الأرض فيُضرب ليُنزَع منه قشره. وبذلك تُطرح قشوره وما تبقى منه على الأرض فيجتمع حولها الحمام ليتغذى عليها. فيُعتقد أن هذا سبب تسميتها بأم الحمام، حيث كانت موضعاً ملحوظاً لاجتماع الحمام فيه. خصوصاً في عصر ملك منصور عبد الله آل حرز، الذي كانت في عهده عدة أماكن أخرى لتجميع الرز ولكن كان موقع أم الحمام هو أشهرها. وقد أطلق على هذا الموقع اسم «المصلى» حالياً.
على الوجه الآخر، يُرجّح أيضاً أن تسميتها الأخرى بأم الخمام قد جاءت من مُلَّاك الماشية الذين كانوا يقصدون منطقة رمي فضلات الطعام للحمام حتى يُرعى ماشيته؛ ومع الزمن أطلق هؤلاء اسم «أم الخمام» على موضع العلف وزريبة الأنعام. فجاءت التسميتان مترادفتان، ولم يكن الموقع الذي كانت فيه الفضلات إلا مكانأً صغيراً لا تتجاوز المائة والعشرة أمتار المربعة. بينما يرى آخرون أن اسم «أم الخمام» قد جاء من بدءِ المستشرقين رسم الخرائط لمنطقة القطيف؛ حيث أنهم كانوا ينطقون الحاءَ خاءً. وكنتيجة، سُجلت القرية بهذا الاسم في بعض السجلات الدولية والحكومية إلى أن وضَّحَ أهالي القرية المسمى الصحيح للجهات الحكومية وعُدِّلَ ذلك في السجلات التي شملها الخطأ.
ومن الأسماء الأخرى لأم الحمام هو اسم الرفيعة، وكانت منطقة الرفيعة جزءاً من بلدة أم الحمام، وسُميَت بها سابقاً لاشتهارها به. وقد حلَّ محل الرفيعة مُخطط يُدعى بإسكان القطيف. عُرفت منطقة الرفيعة بذلك لكونها منطقة رملية تُستعمل لجلب الحصى والرمل لأغراض البناء. عُرفت تلك المنطقة باحتوائها على جرار وآثار لبلدة قديمة.

## الموقع الجغرافي
تقع أم الحمام على الساحل الغربي للخليج العربي وتبعد عنه بحوالي 3 كيلومترات. كانت أم الحمام سابقاً منطقةً زراعيةً تُحيطُ بها النخيلُ من سائر الجهات. وفي الغرب منها، تُعرف منطقة إسكان القطيف الواقعة شرق طريق الدمام-الجبيل السريع. والتي كانت سابقاً تعرف ببلدة الرفيعة.

## التاريخ
ذكر المستشرق الإنجليزي لوريمر في كتابه دليل الخليج العربي واصفاً بلدة أم الحمام في عام 1322هـ (الموافق 1904م) بما ترجمته:
«أم الحمام على بعد ثلاثة أميال غرب جنوب مدينة القطيف وعلى بعد ميلين ونصف غربي عنك. [هي] قرية مسورة تتكون من 250 منزلاً وكل المنازل داخل السور من الحجر والطين أما خارجها فكل المنازل أكواخ.»

قال الشاعر شبيب بن محمد الشبيب والد الشاعر حسين الشبيب عن أم الحمام:

### سنة الرحمة الأولى
وتلك حدثت في عهد الحكم العثماني أي قبل سنة الرحمة التي حدثت في عهد الملك عبد العزيز السعود وقد كثر فيه الموت وكان الكثير يعتقد بأن سبب الموت في تلك السنوات هو من مرض الطاعون لكنه يبدوا حسب رأي البعض ممن كتب عن تلك الفترة يرجعه إلى الحمى الإسبانية التي انتشرت في ذلك الوقت وكان الحاج علي بن حسين بن أحمد ال حرز وهو من ساكني الرفيعة القديمة أحد الصالحين القارئين القران الكريم المشهورين بالصلاح يأتي من الرفيعة إلى المغتسل الصباح ولا يخرج منه إلا وقت المساء بسبب انشغاله بتغسيل الموتى طوال اليوم.

## الآثار والمواقع التاريخية

### أم الحمام القديمة

#### البوابات والدراويز
كانت بلدة أم الحمام مُسوَّرةً بسورٍ حصينٍ وخندقٍ لصد عنها هجمات البدو وغاراتهم المتتالية للنهب والسرقة. كان للقرية القديمة 3 بوابات: هي باب في الغرب ويُسمَّى دروازة القبلة وأيضاً تسمى دروازة السوق لقربها من سوق البلدة (أو سوق العريش)؛ وباب آخر في الشمال ويسمى الدروازة الشمالية؛ وتقع إلى الغرب من مسجد ال عبد العال وتستعمل لمن اراد التوجه للقطيف والجارودية وحلة محيش والزويكية والقوع حيث أن القوع أحد أحياء أم الحمام الذي لم يكن بداخله السور؛ والأخيرة البوابة الجنوبية، لمن أراد التوجه إلى الجش والملاحة وسيهات والدمام ومناجم الطين التي كانت فيما مضى تفتح نهاراً وتغلق ليلاً. وقد ذُكر أن شكلَها بيضاوي وتنقسم إلي قسمين: فريق «امطيرا» شمالاً والجانب الشرقي والجنوبي يُسمى «ازريب» والحارة التي تتوسطهما تسمى «الخان» أو «القعدة».

#### التحصينات والأبراج
يبلغ سمك السور 3 أقدام وارتفاعه 20 قدماً تقريباً وتبرز بين جوانبه وزواياه 8 أبراجٍ عاليةٍ مستديرةِ الشكلِ، وهي:
1. برج حبيبة.
2. برج المعتوق.
3. برج العوامي.
4. برج المرهون.
5. برج آل شبيب.
6. برج آل حرز.
7. برج الخادعة.
8. برج أبو النعوش: نسبةً إلى السج المجاور له حيث ينطلق منه النعش إلى المدافن ويُسمَّى حالياً المسجد الجامع.

#### السوابيط
تحتوي أم الحمام على 4 سوابيط موزعة في البلدة تأخذ عدة أشكال وزخارف مختلفة، بعضها على شكل عقود نصف دائرية، وأخرى على شكل عقود مدببة، وبعضها الآخر على شكل عقود مفصصة. وقد استُعمِلَت بصفتها مظلاتٍ عن حرارة الشمس والأمطار، إذ كان يستعملها الأطفال كمساحات لاستخدامها في لعب الألعاب الشعبية مثل لعبة الهول والدوامة والتيلة وغيرها. أغلب السوابيط تكون مسقوفة بجذوع النخل والحصير والطين، وتكون بين المنازل المتجاورة، وفوقه بعض غرف البيوت. وتُعد السوابط عناصرَ جماليةً معماريةً في العمارة القطيفية. ومن أبرز السوابيط في بلدة أم الحمام:
1. سوباط بيت الشبيب: ويبتدأ من باب مسجد آل عبد العال الجنوبي إلى الشرق متوزعاً على بيوت الشبيب.
2. ساباط كعيبي: لا زال قائماً حتى الآن
3. ساباط سيد عباس.
4. ساباط الزاير: يقع شمال حسينية الكعيبي التي كان تابعاً لها وقد هُدم بالكامل.

### عين الرفيعة
كان موقع أم الحمام منطقةً غنيةً بالمياه، إذ كانت من المزروعات التي يزرعها الأهالي الأرز. والذي كان يتطلب كماً كبيراً من المياه الوافرة والتربة الخصبة. ويعتقد أن بقايا قشور الأرز التي تطرح للحمام كانت سبباً في تسمية أم الحمام بذلك. تبعد من بلدة أم الحمام عين تُعرف باسم عين الرفيعة قرابة 5 كيلومترات، إلا أنها اندثرت وطُمرت. ويعتقد مؤرخون أنه هناك عين أخرى أيضاً تُعرف بـ«المحرقة» على أنها المكان الذي أحرق فيه أبو سعيد الجنابي.
بعد انتقال أهالي الرفيعة إلى أم الحمام الحالية وبنائها في حدود نهاية القرن الثاني عشر الهجري، تفرقوا إلى عدة تجمعات ومستوطنات:
1. فريق القريعية جنوب المقبر
2. فريق المحرقة في المحرقة
3. فريق الضبيبي
4. فريق لرحيه بجوار عين لرحيه
5. فريق الديرة
6. فريق الزويكية

## الأحياء السكنية
يحف ببلدة أم الحمام من الشمال والجنوب أحياء ثلاثة، ففي الشمال (القوع) وفي الشمال الشرقي (الزويكية) وفي الجنوب (الجبلة) وهذه الأحياء كان البعض يتخذها في السابق مصيفاً حيث يرحل عنها في فصل الشتاء إلى القرية.
- القوع
- الديرة
- حي المصطفى
- العريش
- حي السلام
- حي المنتظر
- الجبلة

## البنية التحتية

### الحدائق والمنتزهات
- حديقة أم الحمام: تقع في أم الحمام ـ خلف مبنى مديرية المياه. تقدر مساحتها بـ400 متر مربع[5]

## وصلات خارجية
- موقع شبكة أم الحمام.
- أخبار مجتمع أم الحمام وأنشطته وفعالياته.